# Rambouilletská smlouva

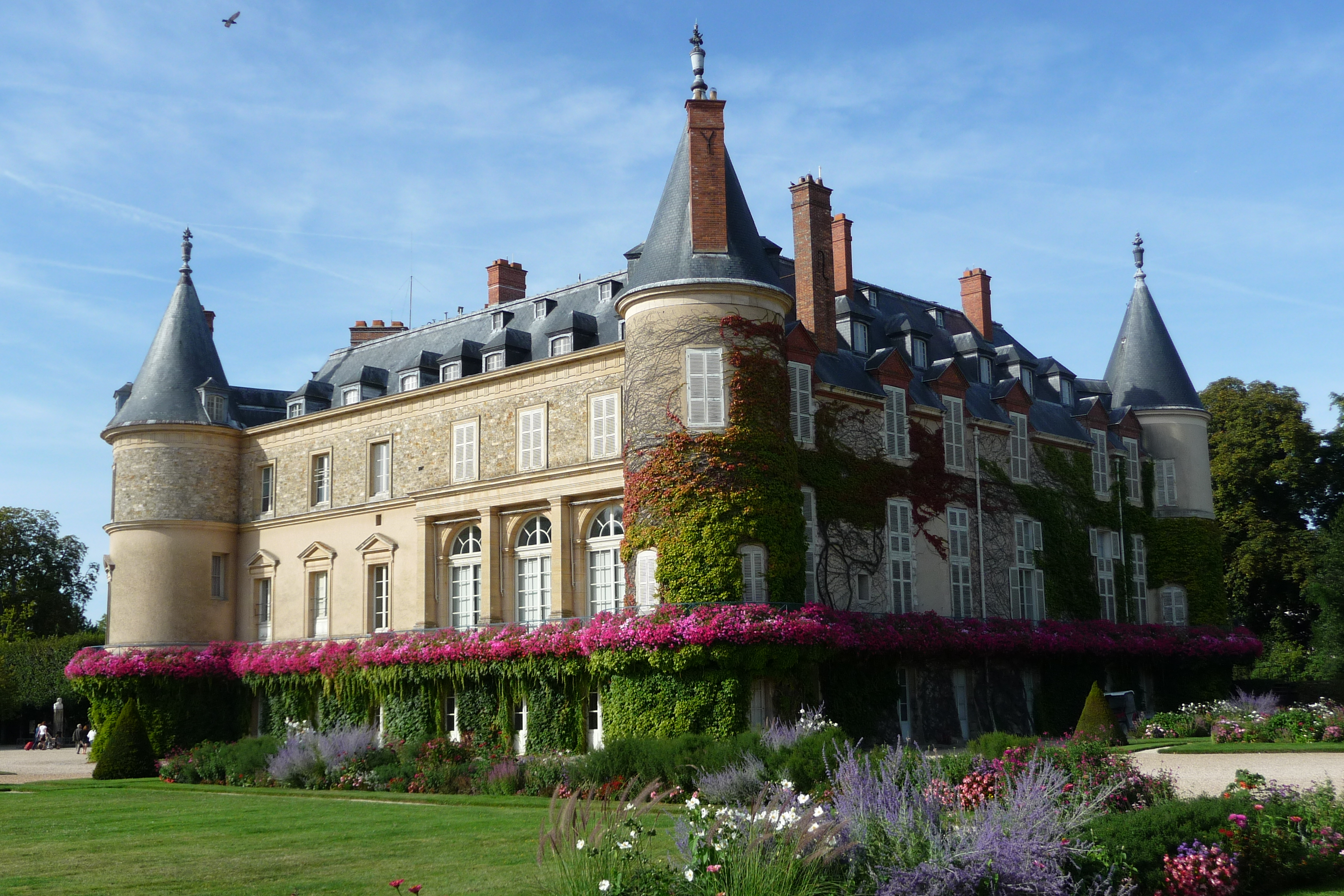
Rambouilletský zámek (2013)

Rambouilletská smlouva byla návrhem mírové smlouvy mezi Svazovou republikou Jugoslávie a politickým vedením kosovských Albánců. Smlouva byla navržena Severoatlantickou aliancí (NATO) a pojmenována byla podle místa jednání na zámku Rambouillet nedaleko Paříže. 
Skutečnost, že Jugoslávie smlouvu nepodepsala, posloužila jako důvod k tomu, aby NATO začalo 24. března 1999 bombardovat Jugoslávii.

## Konference
První fáze jednání proběhla od 6. do 23. února 1999. Obě delegace poté odcestovaly domů, aby projednaly situaci se svými zeměmi.
Druhá fáze jednání proběhla od 15. do 18. března 1999. Zatímco kosovská strana mírovou dohodu 18. března 1999 podepsala, srbská strana to odmítla.
O týden později 24. března 1999 zahájilo NATO vojenskou operaci Spojenecká síla.